# Степанов, Георгий Петрович
Гео́ргий Петро́вич Степа́нов (23 февраля 1924, Ленинград — 26 декабря 2007) — советский и российский архитектор, специалист по теории композиции и синтеза искусств, доктор искусствоведения, профессор, заслуженный деятель искусств РСФСР, почётный член Российской академии архитектуры и строительных наук (РААСН), член Союза архитекторов, Союза художников, Союза дизайнеров, председатель учредительного комитета Ленинградского Союза дизайнеров РСФСР, участник Великой Отечественной войны. Приобрёл известность как автор многочисленных монографий, научных трудов, проектов.

## Биография
Георгий Петрович Степанов родился 23 февраля 1924 года в Ленинграде. Мама — Степанова (Радько) Екатерина Степановна (1887—1936). Папа — Степанов Петр Степанович (1886—1937) работал главным механиком на заводе им. Н. Г. Козицкого. В 1941 году Георгий Степанов поступил в СХШ при Всероссийской Академии художеств, но Великая Отечественная война резко изменила жизнь. Вместе со школой он был эвакуирован из блокадного Ленинграда в Самарканд, а в августе 1942 г. был зачислен в Ташкентское Краснознаменное пехотное училище им. В. И. Ленина (ныне Ташкентское высшее общевойсковое командное училище) и после краткосрочной подготовки отправлен на фронт. Георгий Петрович воевал в составе 438 пехотного полка 129 Орловской дивизии на 1 и 2 Белорусском фронтах в качестве помощника командира взвода и старшины роты, прошёл от Орла до Августово в Восточной Пруссии, был ранен. Участвовал в освобождении городов Орел, Унега, Клинцы, Белосток. Награждён орденом Красной Звезды, медалью «За победу над Германией в Великой Отечественной войне 1941—1945 гг.», грамотой Верховного Главнокомандующего.
В 1946 году поступил в Институт живописи, скульптуры и архитектуры им. И. Е. Репина, в 1952 году удостоен звания архитектора-художника. Дипломная работа — «Театр юного зрителя в Ленинграде» мастерская Левинсона, оценка ГАК «отлично» .в 1955 году поступил в аспирантуру.
Архив академика архитектуры Степанова Георгия Петровича находится в Центральном государственном архиве литературы и искусства Санкт-Петербурга «ЦГАЛИ СПб».
Умер 26 декабря 2007 года, похоронен на Смоленском кладбище.

## Проекты и постройки общественных зданий
1953—1956 гг. — музыкально -драматический театр на 900 мест в г. Красноярск-26 (ныне Железногорск) сейчас там располагается Театр оперетты г. Железногорска, Автор арх. Г. П. Степанов, совместно с арх. Б. Г. Машиным и В. С. Пахомовым.
1956 г. — всесоюзный конкурс (Москва) I место, проект широкоформатного театра на 1600 мест, совместно с арх. И. И. Стрепетов, инж. А. П. Морозов.
1960 г. — Конкурсный проект станции метро «Финляндский вокзал» 1 категория, г. Ленинград Авторы: арх. Г. П. Степанов, И. И. Стрепетов
1965 г.- Проект национального театра в Будапеште, II премия, международный конкурс, Будапешт. Авторы: арх. Г. П. Степанов, арх. И. И. Стрепетов, технолог сцены В.Базанов
1985 г. — Памятник конструктору танков Ж. Я. Котину на территории Кировского завода. Авторы: арх. Г. П. Степанов, Л. Г. Бадаллян, ск Б. А. Пленкин.
1983 г. — Проект монумента в честь 250-летия присоединения Казахстана к России. Авторы: арх. Г. П. Степанов, Л. Г. Бадалян, ск. А. Г. Дема,
1987 г. — мемориальные доски для г. Казани, посвященной сходке казанских студентов, Авторы: , арх. Г. П. Степанов, арх. З. Т. Степанова, ск. Ю.Вашкевич, ск. В.Онежко, резчики по камню В.Козин, А.Кухнов.
1990 г. — Мемориальные доски на здании политехнического института, академикам Гудцову, Агееву, Курнакову (Шорину (Арх. Г. П Степанов., З. Т Степанова.)
1991 г. — мемориальная доска изобретателю звукового кино А. Ф. Шорину (Арх. Г. П Степанов., З. Т Степанова., ск. Р. И. Робачевский гранит, бронза, Спб ул. Блохина ул., 3/4.)
2001 г. — Проект реконструкции ансамбля площади больницы Петра Великого с установкой памятника Петру I . Авторы: Г. П. Степанов арх. З. Т. Степанова, скульптор А. С. Чаркин.

## Преподавательская и общественная деятельность
Педагогическую деятельность в ЛИЖСА имени И. Е. Репина начал в 1955 году. Создал в 1972 году в институте факультет повышения квалификации преподавателей художественных ВУЗов, и был его деканом с 1972 по 1975. С 1976 года профессор кафедры архитектурного проектирования., декан архитектурного ф-та в 1975—1981 гг, вел академический курс «Архитектурная графика» на 1-2 курсе архитектурного факультета, созданный усилиями коллектива профессоров Г. П. Степанова, А. А. Гавричкова, В. Б. Шмырова, С. С. Жильцова. был парторгом ВУЗа.
1981—1988 гг. — Георгий Петрович был ректором ЛВХПУ имени В. И. Мухиной, зав.кафедрой архитектурного проектирования и возглавлял персональную мастерскую в ЛВХПУ . При Георгие Петровиче были отреставрированы интерьеры музея Штиглица, институт получил орден Трудового Красного Знамени (Москва, Кремль, указ от 04.09.1986 г.)
1980—1988 гг. — член президиума правления Ленинградского отделения союза архитекторов СССР
Был председателем учредительного комитета Ленинградского Союза Дизайнеров РСФСР. Избирался депутатом Дзержинского районов (1982—1986).

## Награды и звания
- 1984 — присвоено звание Заслуженный деятель искусств РСФСР
- 1997 — присвоено звание Почетный член Российской Академии Архитектуры и Строительных наук (РААСН)

## Научная деятельность
Член специализированных советов по присуждению кандидатских и докторских степеней при ИЖСИА им. И. Е. Репина и ЛИСИ., под его руководством защищены многие кандидатские и докторские диссертации. Его ученики стали известными архитекторами и художниками в Санкт-Петербурге, Москве, Екатеринбурге, Челябинске, Калининграде, Одессе, Львове и других городах России и зарубежья, они возглавляют кафедры и архитектурные мастерские.
В 1963 году издают учебник «Основы архитектурной композиции» (Г. П. Степанов и А. В. Иконников), издают монографию «Эстетика социалистического города.»
1958 г. — защита кандидатской диссертации «Основные принципы проектирования городского кинотеатра»
1973 г.  — защита докторской диссертации на тему «Проблемы взаимодействия архитектуры и монументального искусства», утверждена учёная степень доктора искусствоведения и учёное звание профессора.

## Основные работы
- «Взаимодействие искусств».
- Степанов Г. П., Иконников А. В. Эстетика социалистического города. — М.: Изд-во АХ СССР, 1963. — 288 с.
- Степанов Г. П., Иконников А. В. Основы архитектурной композиции: Учебное пособие. — М.: Искусство, 1971. — 224 с. — 15 000 экз.
- Степанов Г. П., Щедрина Г. К. Дрезден / Ленинградская организация ордена Ленина Союза архитекторов СССР. — Л.: Стройиздат. Ленингр. отд-ние, 1976. — 120 с. — (Города-побратимы Ленинграда).
- Композиционные проблемы синтеза искусств (1984)